# 移民新加坡
移民新加坡是指人們遷徙至新加坡，并成为新加坡公民或新加坡永久居民的過程。目前这些藉由移民而成为新加坡公民中，有為數不少的知名人士是受到新加坡政府吸收精英的政策，轉而入籍新加坡，如：台灣的曹興誠、王泉仁，中國大陆的鞏俐、李連杰，波黑的亞歷山大·杜里奇。然而，因為新加坡不認可其國民持有雙重國籍，所以若要成为公民，都必須先放棄原有國籍（永久居民则不必放弃原国籍，但弊端是得定期接受“是否有资格继续持有永居身份”的评估。公民则不受此限）。

## 歷史
除了新加坡本地就已存在著的馬來人之外，尚有不少馬來群島的居民來此定居。早在約1819年時，就有不少來自中國與印度移居至此，多數為來此通商，但中國也有不少人是為躲避滿清政府的嚴刑峻法，而印度則較多為軍人與公務員。而在此時期才短短4個月的時間，就有約1萬人來此定居。

## 統計
1970年至1980年之間，在新加坡的非本地居民的人口增加了一倍之規模。而在80年代和90年代是一大批的移民潮。外國人佔新加坡總勞動人口的約29％，在2000年，這在亞洲所佔的比例是最高的。在過去的十年中，新加坡的外籍勞工增加了70％，從1990年的24萬8千人到2007年的67萬。
2010年9月，新加坡統計局公佈的報告顯示，新加坡人口接近500萬人，2010年6月底，新加坡公民的人口數有3,200,000人。換句話說是，就是每三個居住在新加坡的人就有一位外國人。
根據聯合國經濟和社會事務部門在2020年的數據，新加坡的外國出生人口總數為2,523,648人。此數字不包括已獲得新加坡公民身份的外國出生公民。

| 國家       | 2020      |
| ---------- | --------- |
| 马来西亚   | 1,132,924 |
| 中國       | 514,110   |
| 印度尼西亞 | 159,685   |
| 印度       | 144,970   |
| 巴基斯坦   | 126,848   |
|            | 79,857    |
| 英国       | 58,291    |
| 泰國       | 18,253    |
| 美国       | 16,721    |
| 菲律賓     | 14,944    |
| 斯里蘭卡   | 10,767    |
|            | 10,148    |
| 加拿大     | 4,445     |
| 新西兰     | 3,946     |
| 越南       | 3,785     |
| 德国       | 3,648     |
| 柬埔寨     | 3,224     |
| 奥地利     | 2,568     |
|            | 2,401     |
| 總數       | 2,523,648 |

投资移民基金列表（页面存档备份，存于）

## 新加坡的移民政策
移民新加坡有以下4種途徑：
1. 投資移民
2. 技術移民
3. 結婚移民
4. 特殊移民

### 新加坡人口白皮書
2013年初，新加坡國會就白皮書所建議的政策進行辯論。白皮書建議持續增加新加坡人口，內容引起外界爭議。

## 相關
- 新加坡永久居民
- 新加坡國籍法
- 新加坡護照
- 移民与关卡局
- 新加坡華人

## 外部連結
- 新加坡的歷史（页面存档备份，存于）
- 投資移民（页面存档备份，存于）